# 잉그리드 베탕쿠르
잉그리드 베탕쿠르 풀레시오(스페인어: Ingrid Betancourt Pulecio, 1961년 12월 25일 ~ )은 콜롬비아의 여성 정치인이다. 프랑스계 아버지와 콜롬비아계 어머니 사이에서 출생하였고, 프랑스와 콜롬비아의 이중국적을 가지고 있다. 2002년 녹색산소당의 대통령 선거 후보였으나, 반군에 납치되었다가 2008년 구출되었다.
잉그리드 베탕쿠르는 수도 보고타의 부유한 가정에서 태어났다. 어린 시절에는 콜롬비아의 유명 정치인이던 부친을 따라 프랑스와 콜롬비아를 오가며 생활하였다. 파리 정치대학교(시앙스포)에서 정치 수업을 받았으며, 졸업 후 프랑스 외교관과 결혼하였고, 프랑스 국적을 얻었다. 두 자녀를 낳고 외교관의 부인으로 뉴질랜드, 세이셸, 에콰도르 등지에서 행복한 생활을 보냈다. 그러나 각종 자연재해, 마약, 부패에 시달리는 조국 콜롬비아의 현실에 눈을 떠 콜롬비아를 위해 봉사하기로 결심하였으며, 남편과 이혼하고 콜롬비아로 돌아갔다.
1990년부터 콜롬비아 재무부에서 근무하였다. 부패 척결을 위해서는 행정부에서 근무하는 것만으로는 한계가 있다고 생각하고 정계 진출을 시도하여 1994년 하원의원 선거에 출마, 당선되었다. 하원의원 재직 중, 에르네스토 삼페르 대통령의 마피아 선거자금 수뢰 사실을 밝혀내면서 큰 주목을 받았다. 그러나 이로 인해 그는 살해 협박을 받았고, 콜롬비아로 데려왔던 두 자녀는 프랑스로 피신시켰다. 1998년에는 녹색산소당을 창당하고 상원의원 선거에 출마하였다. 삼페르 정권의 선거 부정 개입이 있었지만, 그는 전국 최다 득표로 당선되었다.
그는 더욱 적극적으로 마약 카르텔에 맞서 싸웠으며 국제적으로도 그 이름을 널리 알렸다. 2001년 자전적 에세이를 프랑스에서 La rage au cœur라는 이름으로 출간했으며, 이 책은 프랑스와 유럽에서 큰 인기를 끌었다. 이 책은 대한민국에서는 2002년 《콜롬비아의 딸 잉그리드 베탄쿠르》라는 이름으로 번역, 출간되었다.
이러한 인기를 바탕으로, 2002년 5월 치러지는 대통령 선거에 녹색산소당 후보로 출마하였다. 그는 위험을 무릅쓰고 반군이 점령한 지역으로 들어가 선거운동을 했으나, 그 해 2월, 부통령 후보 클라라 로하스와 함께 콜롬비아 무장혁명군(FARC) 세력에 납치되었다. 대통령에 당선된 알바로 우리베는 물론이고 다른 나라의 지도자들도 나서 그의 석방을 위해 적극적인 노력을 했으나, 별 성과는 없었다. 결국 6년 여에 걸친 억류생활 끝에 2008년 7월 정부군에 의한 하케 작전으로 전격적으로 구출되었다.